# Val-de-la-Haye
Val-de-la-Haye é uma comuna francesa na região administrativa da Normandia, no departamento de Sena Marítimo. Estende-se por uma área de 10,19 km². Em 2010 a comuna tinha 718 habitantes (densidade: 70,5 hab./km²).